# I Want It All
I Want It All – piosenka brytyjskiego zespołu Queen wydana na singlu w 1989 roku, który promował album The Miracle (1989). Autorstwo utworu przypisano wszystkim członkom grupy, ale głównym jego twórcą był Brian May.
Po premierze singla fani zespołu podejrzewali, że tekst piosenki dotyczy buntu. Jednak po latach May wyjaśnił, że słowa utworu „I Want It All” miały nieść przesłanie o ambicjach oraz ciągłym dążeniu przez jednostki do określonych celów.
Utwór stał się symbolem sprzeciwu wobec apartheidu w Południowej Afryce.

## Wersje
Istnieją trzy wersje piosenki. Pierwsza (singiel, album kompilacyjny Greatest Hits) rozpoczyna się od refrenu, ale pozbawiona jest mocnego fragmentu w środkowej partii utworu. Druga (album The Miracle) rozpoczyna się od wyraźnych akordów gitary elektrycznej i dźwięków perkusji, a środkowy fragment jest wydłużony. Wersja umieszczona na albumie kompilacyjnym Queen Rocks (1997) stanowi połączenie dwóch poprzednich wersji.

## Teledysk
Wideoklip wyreżyserowany został przez Davida Malleta, a jego koncepcja odbiegała od wcześniejszych produkcji Queen tego typu. przedstawia członków grupy Queen wykonującą piosenkę w hali oświetlanej halogenami. Muzycy ubrani są w koszule i krawaty (jedynie Taylor jest w skórzanej kurtce). Klip rozpoczyna się charakterystycznym ujęciem twarzy muzyków, którzy stojąc w szeregu są ustawieni bokiem do obiektywu kamery. Jim Beach, wieloletni menedżer zespołu, określił teledysk następująco: „Prosty i bezpośredni, pokazujący zespół w tym, co robi najlepiej”.

## W prasie
W 1989 roku, gdy singiel z piosenką został wydany na europejskim rynku, redakcja branżowego czasopisma „Music & Media” napisała o „I Want It All”: „Gwarantowany przebój! Bardzo to przypomina czasy, kiedy Queen zdominował europejskie listy przebojów z piosenkami takimi jak «We Are the Champions». Czysty, porywający spektakl”.

## Listy przebojów
| Kraj   | Lista                          | Pozycja | Źr.    |
| ------ | ------------------------------ | ------- | ------ |
| AU     | Top 50 Singles                 | 10      | [ 3 ]  |
| AT     | Ö3 Austria Top 40              | 11      | [ 4 ]  |
| BE-VLG | Ultratop 50 Singles (Flandria) | 10      | [ 5 ]  |
| FI     | Suomen virallinen lista        | 6       | [ 6 ]  |
| NL     | Single Top 100                 | 2       | [ 7 ]  |
| ES     | Los 40 Principales             | 1       | [ 1 ]  |
| IE     | Top 100 Singles                | 3       | [ 8 ]  |
| CA     | „RPM” Top Singles              | 34      | [ 9 ]  |
| DE     | Single Top 100                 | 9       | [ 10 ] |
| NO     | VG-lista                       | 4       | [ 11 ] |
| NZ     | Top 40 Singles                 | 3       | [ 12 ] |
| CH     | Singles Top 100                | 8       | [ 13 ] |
| SE     | Topplistan                     | 14      | [ 14 ] |
| GB     | UK Singles Chart               | 3       | [ 15 ] |
| US     | Hot 100                        | 50      | [ 16 ] |
| US     | Mainstream Rock                | 3       | [ 17 ] |